# Lee Joon-hyuk (sinh 1984)
Lee Joon-hyuk (Hangul: 이준혁, sinh ngày 13 tháng 3 năm 1984) là một nam diễn viên người Hàn Quốc.

## Sự nghiệp
Lee Joon-hyuk lần đầu ra mắt làng giải trí vào ngày 20 tháng 1 năm 2006 với màn xuất hiện trong video âm nhạc của nhóm nhạc hip hop Typhoon. Anh bắt đầu con đường sự nghiệp diễn xuất của mình với bộ phim truyền hình First Wives 'Club (2007), tiếp sau đó là một vài vai diễn phụ khác. Lee Joon-hyuk bắt đầu gây được sự chú ý với các vai diễn trong Three Brothers (2009), I Am Legend (2010), City Hunter (2011), và Man from the Equator (2012).
Năm 2011, Lee Joon-hyuk xuất hiện trong Carried by the Wind, một chương trình thực tế được phát sóng như một phần của Sunday Night, trong đó các người nổi tiếng thực hiện chuyến du lịch bụi ở Mỹ để tìm hiểu về âm nhạc. Anh  mở rộng biên giới diễn xuất bằng việc xuất hiện trong bộ phim truyền hình Trung Quốc Half a Fairytale vào năm 2012.
Lee Joon-hyuk nhập ngũ vào ngày 19 tháng 6 năm 2012, và xuất ngũ vào ngày 18 tháng 3 năm 2014. Anh ấy đánh dấu màn trở lại với bộ phim My Spring Days.
Năm 2017, Lee Joon-hyuk đã gây được ấn tượng cho người xem với vai diễn công tố viên đầy mưu mô và tham vọng Seo Dong Jae trong bộ phim truyền hình chính trị nổi tiếng Stranger và bộ phim điện ảnh ăn khách Along With the Gods: The Two Worlds. Năm 2018, anh đóng vai chính trong bộ phim y khoa A Poem a Day.
Năm 2019, Lee Joon-hyuk đã có bước chuyển mình ấn tượng với màn hóa thân đầy xuất sắc với vai diễn chính trị gia  Oh Young Seok trong bộ phim truyền hình chính trị gây sốt Designated Survivor: 60 Days.
Năm 2020, Lee Joon-hyuk đóng vai chính trong bộ phim kinh dị bí ẩn giả tưởng 365: Repeat the Year   trong vai thanh tra tội phạm bạo lực. Anh ấy cũng tiếp tục hóa thân vào vai diễn công tố viên Seo Dong-jae trong phần thứ hai của bộ phim gây sốt Stranger. Anh ấy được khen ngợi vì khả năng ghi nhớ những lời thoại dài trong bộ phim.
Vào tháng 11 năm 2020, Lee Joon-hyuk được tổng thống Hàn Quốc bổ nhiệm làm 'Lính cứu hỏa danh dự' trong 'Lễ kỷ niệm Ngày Lính cứu hỏa lần thứ 58'. Anh vinh dự được trao danh hiệu này vì đã quyên góp toàn bộ tiền cát-xê của mình nhận được từ bộ phim truyền hình Naked Fireman cho tổ chức 'Cứu hỏa Hàn Quốc' và tham gia vào hai tác phẩm có chủ đề về cứu hỏa.

## Danh sách tác phẩm

### Phim điện ảnh
| Năm  | Tiêu đề                               | Vai diễn               | Ghi chú | Tham khảo |
| ---- | ------------------------------------- | ---------------------- | ------- | --------- |
| 2009 | Fortune Salon                         | Ho Joon                |         | [ 19 ]    |
| 2010 | I Saw the Devil                       | Đặc vụ NIS             | Cameo   | [ 20 ]    |
| 2012 | The Peach Tree                        | Chul Min               | Cameo   | [ 21 ]    |
| 2016 | Two Rooms, Two Nights                 | Chủ tiệm cà phê        | Cameo   | [ 22 ]    |
| 2017 | Along With the Gods: The Two Worlds   | Trung úy Park Moo Shin |         | [ 23 ]    |
| 2018 | Along with the Gods: The Last 49 Days | Trung úy Park Moo Shin |         | [ 23 ]    |
| 2019 | No Mercy                              | Han Jung Woo           |         | [ 24 ]    |
| 2019 | Baseball Girl                         | Choi Jin Tae           |         | [ 25 ]    |
| 2023 | The Roundup: No Way Out               | Joo Seong Cheol        |         |           |
| 2023 | 12.12 :The Day                        | Kwon Hyung Jin         | Cameo   |           |
| 2024 | Firefighter                           | Song Ki Chul           |         | [ 26 ]    |
| TBA  | The Man Who Lives With The King       |                        | Cameo   |           |

### Phim truyền hình
| Năm     | Tiêu đề                                  | Vai diễn       | Kênh      | Ghi chú            | Tham khảo     |
| ------- | ---------------------------------------- | -------------- | --------- | ------------------ | ------------- |
| 2007    | Drama City: The Way Love Moves Us        | Seo Jung Woo   | KBS2      |                    | [ 27 ]        |
| 2007–08 | First Wives' Club                        | Han Sun Soo    | SBS       |                    | [ 28 ]        |
| 2008    | Worlds Within                            | Lee Joon Ki    | KBS2      |                    | [ 29 ]        |
| 2008–09 | Star's Lover                             | Min Jang Soo   | SBS       |                    | [ 30 ]        |
| 2009    | City Hall                                | Ha Soo In      | SBS       |                    | [ 31 ]        |
| 2009–10 | Three Brothers                           | Kim Yi Sang    | KBS2      |                    | [ 32 ]        |
| 2010    | I Am Legend                              | Jang Tae Hyun  | SBS       |                    | [ 33 ]        |
| 2010    | Secret Garden                            | Joon Hyuk      | SBS       | Khách mời (tập 8)  | [ 34 ]        |
| 2011    | City Hunter                              | Kim Young Joo  | SBS       |                    | [ 35 ]        |
| 2012    | Man from the Equator                     | Lee Jang Il    | KBS2      |                    | [ 36 ]        |
| 2012    | Fairytale (Chinese TV series)            | Du Yu Feng     | Hunan TV  | Phim Hoa ngữ       | [ 37 ]        |
| 2014    | My Spring Days                           | Kang Dong Wook | MBC       |                    | [ 38 ]        |
| 2015    | House of Bluebird                        | Kim Ji Wan     | KBS2      |                    | [ 39 ]        |
| 2016    | The Birth of a Married Woman             | Kim Chul Soo   | SBS Plus  |                    | [ 40 ]        |
| 2017    | Naked Fireman                            | Kang Chul Soo  | KBS2      |                    | [ 41 ]        |
| 2017–20 | Stranger                                 | Seo Dong Jae   | tvN       |                    | [ 17 ] [ 42 ] |
| 2017    | Drama Stage: Chief B and the Love Letter |                | tvN       | Khách mời          | [ 43 ]        |
| 2017    | Drama Festa: Han Yeo-reum's Memory       | Park Hae Joon  | JTBC      |                    | [ 44 ]        |
| 2018    | A Poem a Day                             | Ye Jae Wook    | tvN       |                    | [ 45 ]        |
| 2018    | Are You Human?                           | Ji Young Hoon  | KBS2      |                    | [ 46 ]        |
| 2018    | Life                                     | Park Jin Young | JTBC      | Khách mời (tập 16) | [ 47 ]        |
| 2019    | Designated Survivor: 60 Days             | Oh Young Seok  | tvN       |                    | [ 48 ]        |
| 2019    | The Lies Within                          | Jung Sang Hoon | OCN       | Khách mời          | [ 49 ]        |
| 2020    | 365: Repeat the Year                     | Ji Hyung Joo   | MBC       |                    | [ 16 ]        |
| 2021    | Dark Hole                                | Yoo Tae Han    | OCN       |                    |               |
| 2021    | Secret Royal Inspector Joy               | Thế tử         | tvN       | Khách mời          |               |
| 2021    | Our Beloved Summer                       | Jung Do Yul    | SBS       | Khách mời          |               |
| 2024    | Dong Jae, The Good Or The Bastard        | Seo Dong Jae   | tvN/Tving |                    |               |
| 2025    | Love Scout                               | Yoo Eun Ho     | SBS       |                    |               |

### Phim chiếu trên nền tảng trực tuyến
| Năm  | Tiêu đề        | Vai diễn    | Ghi chú         | Tham khảo |
| ---- | -------------- | ----------- | --------------- | --------- |
| 2022 | Reverse        | Ryu Jun Ho  | Audio drama     |           |
| 2023 | Vigilante      | Cho Kang Ok | Disney Plus     |           |
| 2025 | Mercy For None | Nam Ki Seok | Netflix - Cameo |           |

### Chương trình tạp kĩ
| Năm  | Tiêu đề                           | Mạng | Ghi chú             | Tham khảo |
| ---- | --------------------------------- | ---- | ------------------- | --------- |
| 2009 | Happy Together 3                  | KBS  | Khách mời (tập 119) |           |
| 2011 | Sunday Night: Carried by the Wind | MBC  | Thành viên cố định  | [ 50 ]    |
| 2023 | Amazing Saturday                  | tvN  | Khách mời (tập 266) |           |
| 2024 | Amazing Saturday                  | tvN  | Khách mời (tập 336) |           |

### Xuất hiện trong video âm nhạc
| Năm  | Tên bài hát                | Nghệ sĩ  | Tham khảo |
| ---- | -------------------------- | -------- | --------- |
| 2006 | "I Will Wait" ( 기다릴게 ) | Typhoon  | [ 51 ]    |
| 2010 | "Love Bear" ( 사랑 곰 )    | KCM      | [ 52 ]    |
| 2024 | "Sleigh"                   | CHUNG HA |           |

## Bài hát
| Năm  | Tên bài hát                                     | Album                            | Ghi chú                       |
| ---- | ----------------------------------------------- | -------------------------------- | ----------------------------- |
| 2010 | "You" (그대가)                                  | Nhạc phim I Am Legend            |                               |
| 2010 | "You" (그대가) (Duet Ver.) ft Kim Jung Eun      | Nhạc phim I Am Legend            |                               |
| 2011 | "Like an Indian Doll" (인디언 인형처럼) ft Nuck | Carried by the Wind dự án Phần 8 |                               |
| 2021 | "Broccoli and Popcorn" (브로콜리와 팝콘) - WEEP | Nhạc game Goodbye Popcorn        | Lee Joon Hyuk là nhà sản xuất |

## Người dẫn chương trình
| Năm  | Sự kiện                                 | Phát sóng         | Vai trò    | Ghi chú           | Tham khảo |
| ---- | --------------------------------------- | ----------------- | ---------- | ----------------- | --------- |
| 2021 | Liên hoan phim quốc tế Busan lần thứ 26 | Naver TV, YouTube | MC kết màn | với Lee Joo Young |           |

## Nhà sản xuất game
Vào ngày 16 tháng 9 năm 2021, Lee Joon Hyuk đã cho ra mắt game "안녕, Popcorn" miễn phí trên Appstore và CH Play. Đây là một dạng game phiêu lưu với nhân vật chính là chú chó Popcorn đang trên hành trình tìm kiếm người chủ bị lạc. Lý do đằng sau việc phát hành ra game đó chính là tưởng nhớ chú chó Popcorn đã mất của mình vào ngày 4 tháng 10 năm 2019. Ngay sau khi phát hành, "안녕, Popcorn" đã nhanh chóng leo lên hạng 1 trong mục 'Game miễn phí' và hạng 4 trong mục 'Game thịnh hành' trên Appstore tại Hàn Quốc.

## Giải thưởng và đề cử
| Năm  | Phần thưởng              | Loại                                                              | Công việc được đề cử                      | Kết quả   |
| ---- | ------------------------ | ----------------------------------------------------------------- | ----------------------------------------- | --------- |
| 2008 | 2008 SBS Drama Awards    | Ngôi sao mới                                                      | First Wives' Club                         | Đoạt giải |
| 2009 | 23rd KBS Drama Awards    | Nam diễn viên xuất sắc phim truyền hình dài tập                   | Three Brothers                            | Đề cử     |
| 2009 | 23rd KBS Drama Awards    | Cặp đôi đẹp nhất (với Oh Ji Eun)                                  | Three Brothers                            | Đề cử     |
| 2011 | 19th SBS Drama Awards    | Nam diễn viên xuất sắc phim truyền hình đặc biệt                  | City Hunter                               | Đề cử     |
| 2012 | 26th KBS Drama Awards    | Nam diễn viên xuất sắc phim truyền hình dài tập                   | Man from the Equator                      | Đề cử     |
| 2015 | 29th KBS Drama Awards    | Nam diễn viên xuất sắc phim truyền hình dài tập                   | House of Bluebird                         | Đề cử     |
| 2018 | 32rd KBS Drama Awards    | Nam diễn viên xuất sắc phim truyền hình dài tập                   | Are You Human?                            | Đề cử     |
| 2019 | 12th Korean Drama Awards | Nam diễn viên xuất sắc                                            | Designated Survivor: 60 Days              | Đề cử     |
| 2020 | 5th Asian Artist Awards  | Diễn xuất xuất sắc nhất                                           | 365: Repeat the Year Stranger (TV series) | Đoạt giải |
| 2020 | 39th MBC Drama Awards    | Nam diễn viên xuất sắc phim truyền hình khung giờ thứ Hai, thứ Ba | 365: Repeat the Year                      | Đoạt giải |
| 2024 | 33rd Buil Film Awards    | Ngôi sao của năm                                                  | 12:12 The Day                             | Đoạt giải |